# 경기도의료원
경기도의료원은 경기도 전역을 관할하는 경기도청 산하의 지역거점공공병원이다.
산하에 6개 병원을 두고 있다.

## 산하병원

### 수원병원
- 주소 : 경기도 수원시 장안구 수성로245길 69
- 연혁
  - 1910년 관립 수원자혜의원 개원
  - 1925년 경기도립 수원의원으로 변경
  - 1988년 지방공사경기도 수원의료원으로 변경
  - 2005년 경기도립의료원 개원
  - 2009년 경기도의료원으로 개칭
- 진료과목 : 내과, 외과, 정형외과, 산부인과, 신경과, 소아청소년과, 치과, 안과, 직업환경의학과, 가정의학과, 재활의학과, 정신건강의학과, 응급의학과(응급실), 건강증진센터, 영상의학과, 진단검사의학과, 마취통증의학과(수술실),

### 의정부병원

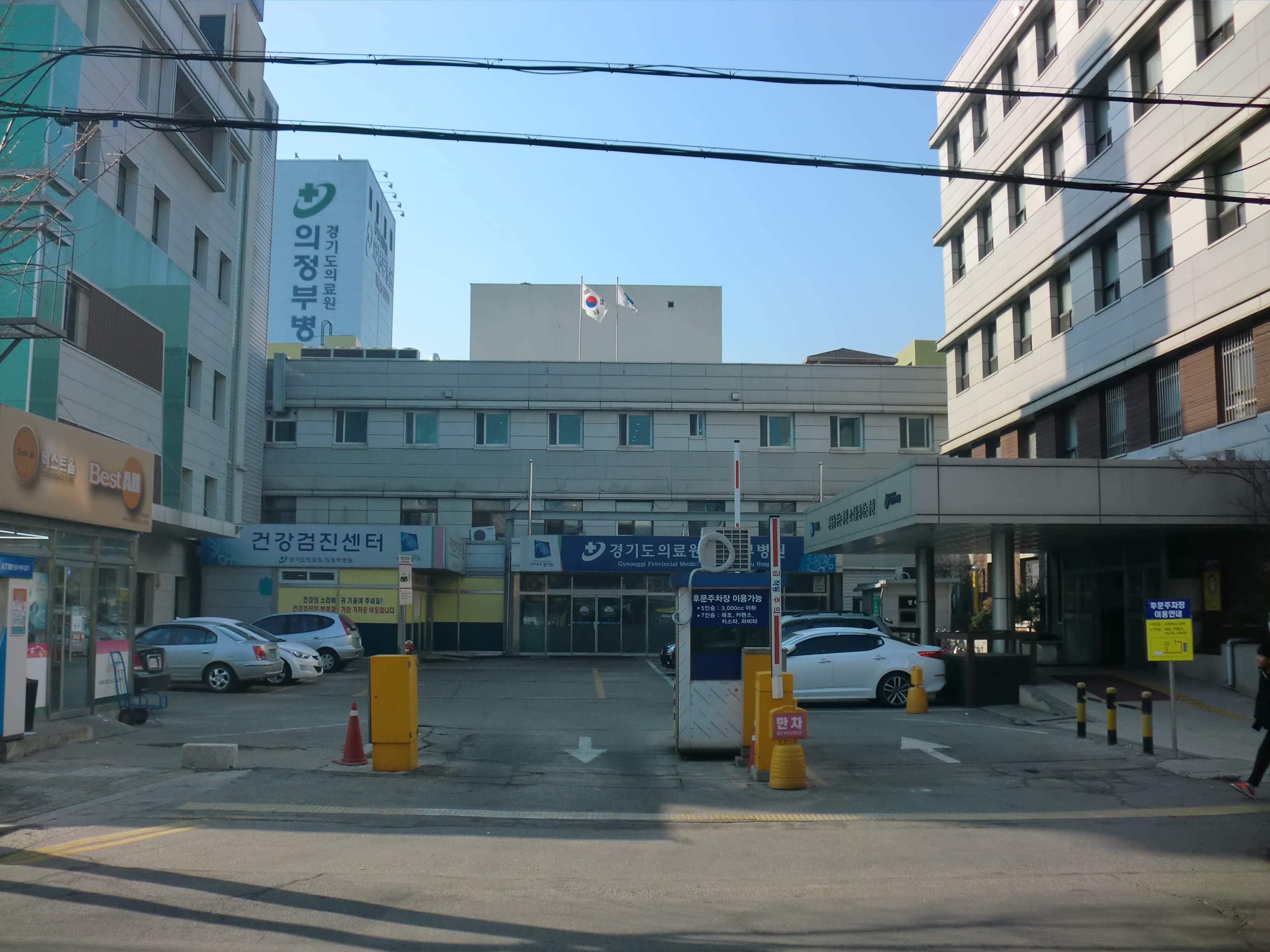
경기도의료원 의정부병원

- 주소 : 경기도 의정부시 흥선로 142
- 연혁
  - 1954년 미1군단 소속 의정부병원 개원
  - 1956년 국립 의정부병원으로 변경
  - 1975년 경기도립 의정부병원으로 변경
  - 1983년 지방공사경기도 의정부의료원으로 변경
  - 2005년 경기도립병원 의정부병원으로 변경
  - 2009년 경기도의료원 의정부병원으로 변경
- 진료과목 : 내과, 비뇨기과, 한의과, 외과, 정형외과, 가정의학과, 치과, 소아청소년과, 산부인과, 마취통증의학과(수술실), 영상의학과, 응급의학과(응급실), 진단검사의학과, 정신건강의학과, 신경과

### 파주병원
- 주소 : 경기도 파주시 중앙로 207
- 연혁

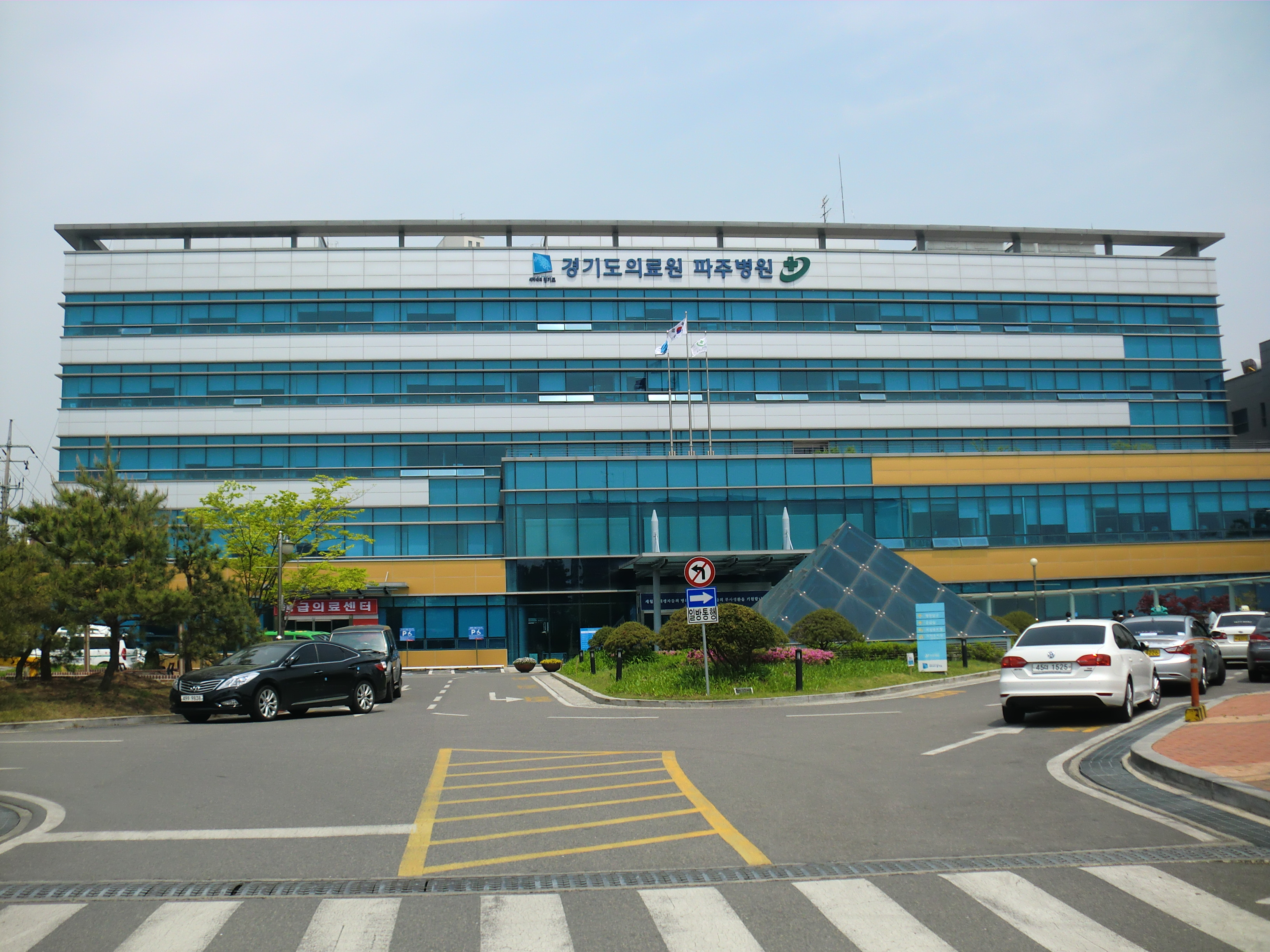
경기도의료원 파주병원

  - 1954년 미국 해병대 소속 금촌병원 설치
  - 1955년 국립 금촌병원으로 변경
  - 1957년 경기도립 금촌병원으로 변경
  - 1983년 지방공사경기도 금촌의료원으로 변경
  - 2005년 경기도립병원 파주병원으로 변경
  - 2009년 경기도의료원 파주병원으로 변경
- 진료과목 : 내과, 비뇨기과, 외과, 정형외과, 가정의학과, 치과, 소아청소년과, 산부인과, 마취통증의학과(수술실), 영상의학과, 응급의학과(응급실), 진단검사의학과, 신경과, 이비인후과, 재활의학과

### 이천병원

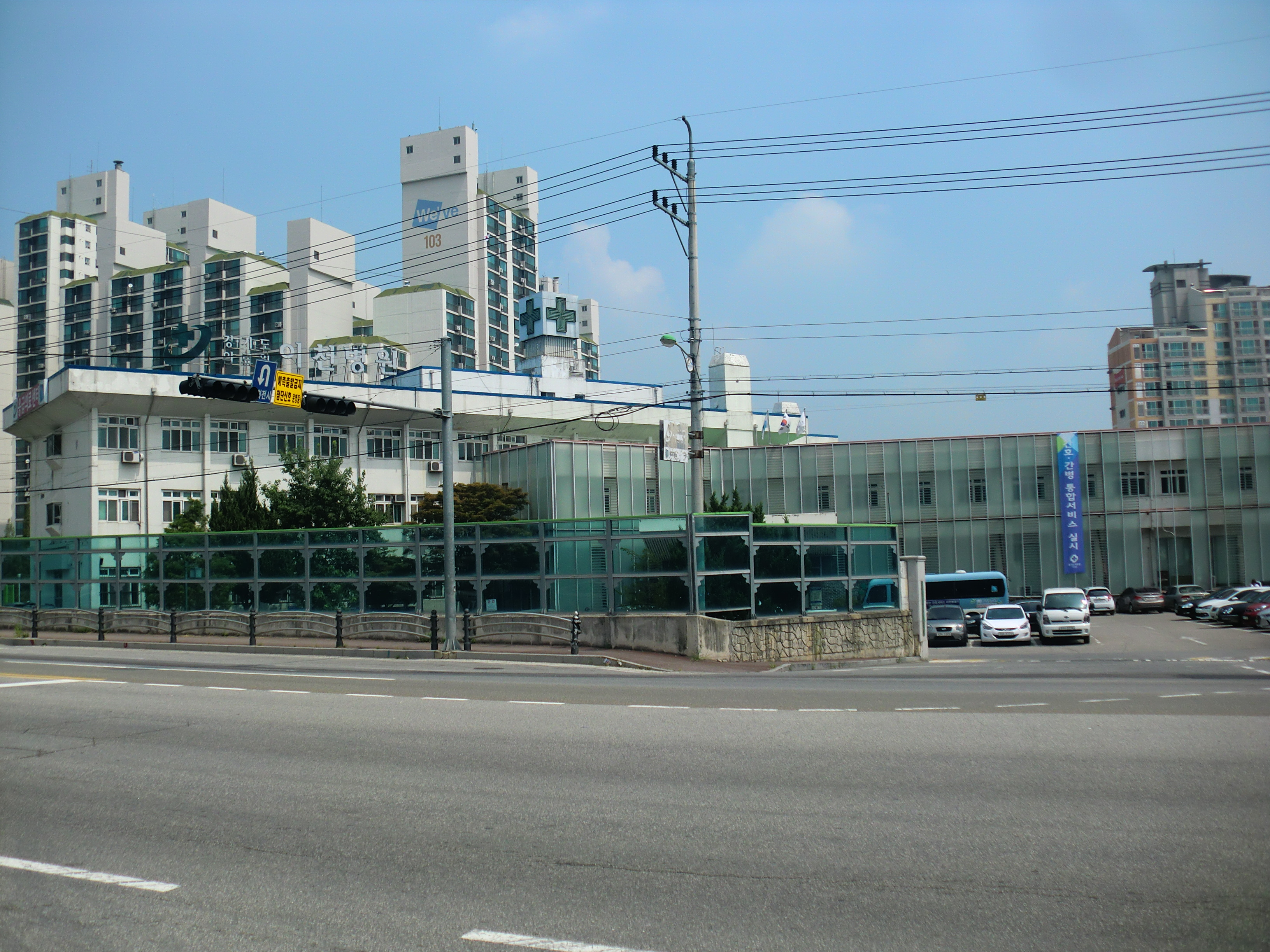
경기도의료원 이천병원

- 주소 : 경기도 이천시 경충대로 2742
- 연혁
  - 1933년 수원병원 이천출장소 설치
  - 1938년 경기도립 이천의원으로 변경
  - 1983년 지방공사경기도 이천의료원으로 변경
  - 1998년 고려대학교 이천병원 (위탁)운영
  - 2005년 경기도립병원 이천병원으로 변경
  - 2009년 경기도의료원 이천병원으로 변경
  - 2019년 경기도의료원 이천병원 신축 확장 이전
- 진료과목 : 재활의학과, 내과, 순환기내과, 외과, 신경과, 소아청소년과, 마취통증의학과(수술실), 영상의학과, 응급의학과(응급실), 진단검사의학과, 건강관리과, 정형외과, 치과

### 안성병원
- 주소 : 경기도 안성시 남파로 95
- 연혁
  - 1936년 수원병원 안성출장소 설치

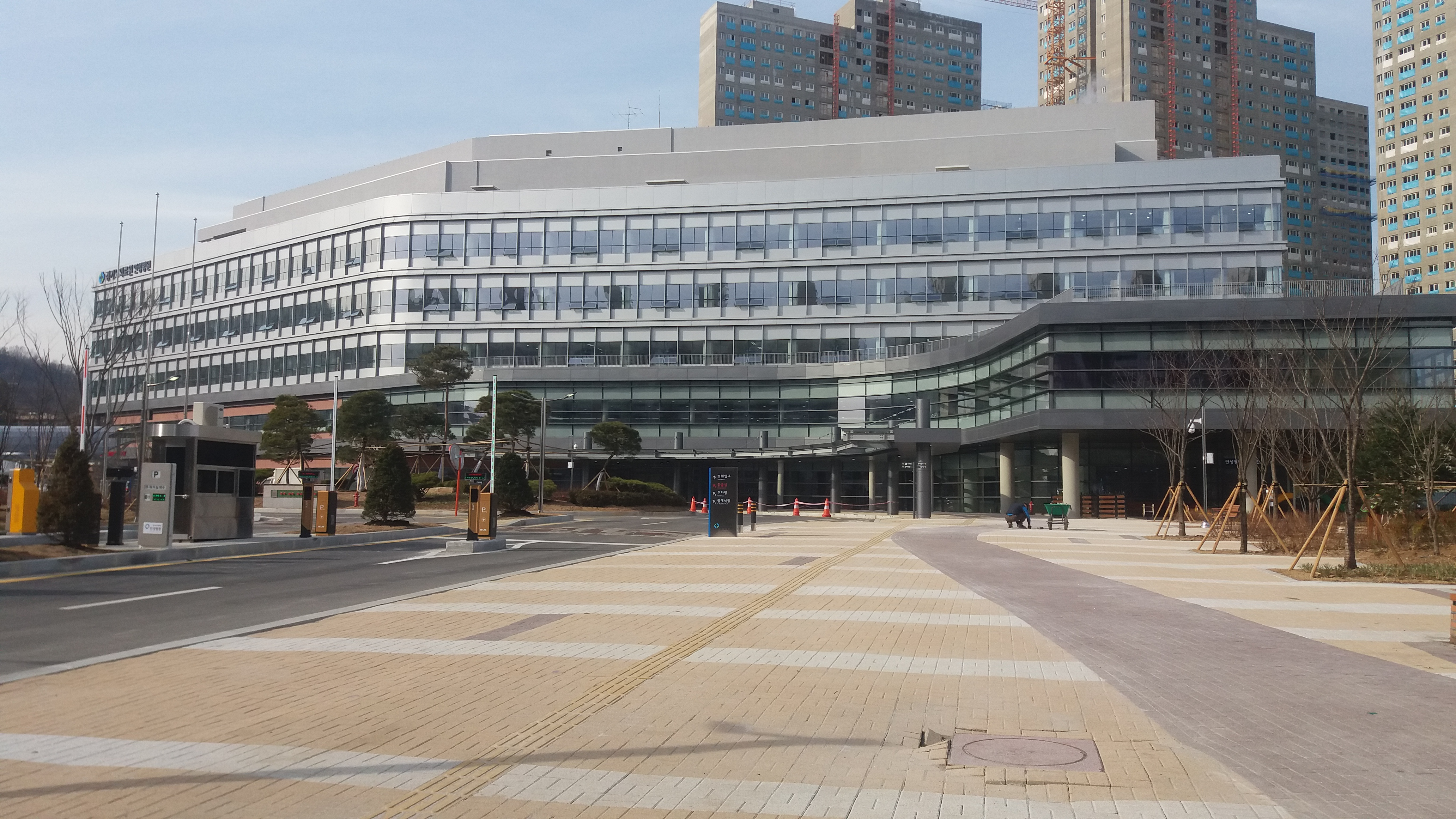
경기도의료원 안성병원

  - 1938년 경기도립 안성의원으로 변경
  - 1983년 지방공사경기도 안성의료원으로 변경
  - 2005년 경기도립병원 안성병원으로 변경
  - 2009년 경기도의료원 안성병원으로 변경
  - 진료과목 : 내과, 신경외과, 외과, 정형외과, 피부비뇨기과, 치과, 이비인후과, 소아청소년과, 산부인과, 영상의학과, 마취과, 신경과, 진단검사의학과, 응급실

### 포천병원
- 주소 : 경기도 포천시 포천로 1648
- 연혁
  - 1952년 미9군단 소속 포천병원 설치
  - 1954년 국립 포천병원으로 변경
  - 1957년 경기도립 포천병원으로 변경
  - 1987년 지방공사경기도 포천의료원으로 변경
  - 2005년 경기도립병원 포천병원으로 변경
  - 2009년 경기도의료원 포천병원으로 변경
- 진료과목 : 내과, 외과, 정형외과, 신경과, 치과, 이비인후과, 소아청소년과, 산부인과, 마취통증의학과, 영상의학과, 진단검사의학과, 응급의학과(응급실), 비뇨기과, 재활의학과

## 같이 보기
- 병원